# Trabou pa Kòrsou
Trabou pa Kòrsou (Nederlands: Werk voor Curaçao), kortweg TPK, is een Curaçaose politieke partij. Oprichter en politiek leider van de partij is Rennox Calmes. Calmes is van beroep politieagent en werd bij de verkiezingen in 2017 namens de PIN gekozen tot lid van de Staten van Curaçao. In 2020 brak hij met de partij en ging verder als onafhankelijke statenlid. In 2019 werd er door een ander Statenlid verzocht onderzoek te doen naar een privéreis van Rennox Calmes. De heer Calmes ging niet naar de verkeersbeurs maar vloog door naar London zonder de beurs te bezoeken.
In de aanloop naar de statenverkiezingen van 2021 werd Almeir Godett, de nummer vier op de kandidatenlijst, doodgeschoten na een uit de hand gelopen familieruzie. Aangezien de kandidatenlijst niet meer kon worden aangepast was het mogelijk om tijdens de verkiezingen op Godett te stemmen; hij ontving 427 stemmen. Eerst was door de Electorale Raad aangegeven dat de op Godett uitgebrachte stemmen aan de nummer een op de lijst, Rennox Calmes, zouden worden toegerekend. Later werd dat ingetrokken en maakte de Electorale Raad bekend dat de stemmen naar de partij zouden gaan en niet naar een specifiek persoon op de lijst. 
TPK was een van de 15 partijen die deelnamen aan de statenverkiezingen op 19 maart 2021. De partij had bij de voorverkiezing voor nieuwe partijen 2.216 steunstemmen vergaard. Op 19 maart 2021 behaalde TPK 4.413 stemmen, wat genoeg was voor een zetel in de nieuwe Staten van Curaçao.

## Kandidatenlijst
Dit is de lijst van kandidaten voor de Statenverkiezingen op 19 maart 2021 van TPK. De partijleider en lijsttrekker was Rennox Calmes.
1. Rennox F. Calmes, voormalig kandidaat voor FOL en PIN: 2.602
2. Omar G.S. Gill: 318
3. Edson G. Kirindongo: 139
4. Almier M. Godett, voormalig FOL-kandidaat: 427
5. Surdney G. Leito: 115
6. Athley C. Maria: 75
7. Laura A. Coeriel: 31
8. Eduard O.L.C. Reineta: 18
9. Refert M. Martina: 68
10. Lianne M. Pauletta: 41
11. Lisandro R. Ensermo: 39
12. Yolanda A. Faneyt: 22
13. Raimy B. Manuela: 36
14. Jonathan C. Symor: 54
15. Mickel D. Martis: 50
16. Rines B. Martina: 26
17. Zurina C. Pantophlet-de Windt: 30
18. Sheldon L. Drommond: 39
19. Abigail M.G. Boelijn: 23
20. Courtney F. Bazoer: 15
21. Raymar N. Revierre: 24
22. Xenia A. Welvaart-Wright: 31
23. Marlon G. Calmez: 36
24. Kenneth T. Engelhardt: 19
25. Errol D.A. Hato: 13
26. Norman P. Rooi: 5
27. Tito A. Lopez: 29
28. Sidney J. Provence[8]: 63
29. Errol M. Goeloe, voormalig partijleider PLKP: 25